# 周維郷
シュウ イキョウ（周維郷、周維卿 / ZHOU Weiqing  1918年6月12日 - 2005年7月20日）は、中華民国（現在の中華人民共和国）の遼寧省営口に生まれる。
幼い頃から中国伝統絵画を愛し、少年時代に邵鶴亭に弟子入り。宋元時代の工筆花鳥、山水を習得。中華人民共和国成立後、朱鳴崗の指導を受けて50年代から中国美術展、遼寧省や大連市美術展にたびたび入賞する。新聞雑誌に掲載されたのち、美術の各方面にその作品が収蔵される。
大連書画研究会の理事、遼寧花鳥画会会員、中国美術家協会遼寧分会会員として中国画の発展に貢献し、1980年大連市文学芸術聨合会第二次代表大会の代表を務めた。1981年、63歳の時に妻の故郷である日本の長崎へ渡る。福岡、長崎で個展を開き、その後長崎県美術協会会員、長崎県展審査員として活動。晩年も中国画の創作に従事しながら、授業及び美術交流に力を注いだ。

## 経歴
- 1918年 - 中華人民共和国遼寧省営口に生まれる。
- 1930年 - 12歳の頃から写実派の画師邵鶴亭について花鳥工筆画を習い始める。のち宋元時代の筆法を学び､主として花鳥山水画を描く。
- 1947年 - 中国大連市で日本人の土師信子と結婚。
- 1954年 - 旅大市第一回美術展覧会出品以来入選入賞を重ねる。以後、遼寧省美術展などに出品。
- 1981年1月16日 - 門司に入港、初めて日本へ来る。8月、長崎市好文堂書店にて､長崎来住記念第一回作品展を開催。長崎県美術協会会員となる。
- 1982年以後、北九州市､門司市､福岡市などで個展を開く。
- 1985年 - 第30回長崎県美術展覧会の審査員を務める。
- 1992年12月15日 - 長崎の高田勇県知事より、多年にわたる中国画の創作活動と長崎の美術振興に多大な貢献をしたことへの感謝状を授与する。
- 1993年 - 作品「黄山雲霧」が長崎県美術館に所蔵される。
- 1998年6月14日～6月20日 - 長崎新聞社文化ホールギャラリーにて『中日友好平和条約締結20周年記念 周維郷 傘寿記念 現代中国山水・花鳥画展』を開く（主催/周維郷画伯後援会。後援/中国駐長崎総領事館、長崎市美術振興会、長崎新聞社、KTNテレビ長崎・NBC長崎放送、NCC長崎文化放送・NIB長崎国際放送）。

[関連書籍：周維郷中国書集]